# Arxiu Municipal de Sant Vicenç dels Horts
L'Arxiu Municipal de Sant Vicenç dels Horts (AMSVH) és un servei de l'administració local de Sant Vicenç dels Horts (Baix Llobregat), que custodia el fons documental de la vila des del segle XVI fins a l'actualitat. S'encarrega de la gestió, la preservació, la promoció i la difusió dels seus fons, tant dels documents administratius i del material històric públics i privats donat pels vilatans i empreses per la seva conservació i estudi. Així l'accés a la documentació és lliure al públic en general, llevat dels subjectes a la normativa específica que reguli l'accés.

## Història
La ciutat de Sant Vicenç dels Horts té el seu origen a l'edat mitjana, quan depenia jurisdiccionalment de la Baronia de Cervelló, tot i que les proves arqueològiques han revelat que el territori ja havia estat ocupat des de l'època dels íbers. Recentment s'han trobat restes d'ocupació romana, amb la descoberta d'un forn romà del segle ii.
De l'època en què el municipi depenia de la Baronia de Cervelló no s'ha conservat documentació al municipi més antiga. A causa de les guerres, aiguats i descuits de la mateixa administració no s'ha conservat cap documentació inicial, excepte un document cabdal, el: Llibre a on es troban tots els documents, de l'any 1675.
L'AMSVH fou creat l'any 1987 en què es contractà per primer cop una arxivera municipal, que desenvolupà la seva tasca a l'edifici consistorial fins que davant la quantitat de documentació es va creure necessària el canvi d'ubicació. A l'edifici consistorial hi havia poc espai i comptava amb el suport d'un magatzem a l'antic Escorxador Municipal, que també allotjava altres dependències. El 2001 amb l'acabament de la remodelació de Can Aragall es traslladà tot el fons a aquest espai habilitat per aquesta fi.

## Fons
El fons de l'Arxiu és fruit, majoritàriament, de la documentació administrativa, i compta amb 937 metres lineals de documents. És un arxiu en creixement i obert a la gestió de nous ingressos, tant de l'administració local com de fons privats, tant d'empreses com persones.
El fons de l'Arxiu Municipal de Sant Vicenç dels Horts és el següent:
| Ajuntament de sant Vicenç dels Horts    |                          |
| Administració General                   | 1675-1998                |
| Hisenda                                 | 1769-1991                |
| Proveïments                             | 1772-1989                |
| Beneficència i Assistència Social       | 1854-1997                |
| Sanitat                                 | 1854-1987                |
| Obres i Urbanisme                       | 1848-2000                |
| Seguretat pública                       | 1846-1997                |
| Serveis militars                        | 1869-1999                |
| Població                                | 1851-2001                |
| Eleccions                               | 1909-1988                |
| Instrucció pública                      | 1852-1990                |
| Cultura                                 | 1914-1988                |
| Serveis agropecuaris                    | 1879-1988                |
|                                         |                          |
| Jutjat de Pau                           |                          |
| Administració general                   | 1859-1979                |
| Administració de Justícia               | 1836-1997                |
| Registre civil                          | 1868-1980                |
| Documentació eleccions                  | 1907-1968                |
|                                         |                          |
| Jefatura local de la FET i las JONS     |                          |
| Administració general                   | 1939-1968                |
| Documentació comptable                  | 1939-1969                |
|                                         |                          |
| Mariano Puig                            | (pendent de classificar) |
|                                         |                          |
| Família Sagristà Cartanyà               |                          |
| Documentació familiar i personal        | 1594-1921                |
| Documentació patrimonial                | 1564-1894                |
| Documentació administrativa i comptable | 1739-1928                |
| Documentació eclesiàstica               | 1644-1850                |

## La seu
La seu de l'AMSVH està ubicada a Ca l'Aragall, on també s'allotja el Servei Local de Català de Sant Vicenç dels Horts, del Consorci per a la Normalització Lingüística. L'Arxiu té diversos espais dins l'edifici, compta amb un espai destinat al treball, consulta i atenció al públic, tres espais destinats al dipòsit documental i un espai polivalent per a fer exposicions i conferències.
La casa fou propietat de la família Llopart Campany i Aragall fins al 1964. En aquest moment fou adquirit per l'Associació Catòlica de Pares de Família on el mateix 1964 fins al 1992 s'allotja el Col·legi-Acadèmia de Sant Vicenç. Així l'edifici quedà en desús per part d'aquesta escola, però l'Ajuntament en comprà l'immoble i s'hi allotjaren les escoles públiques quan feien reformes als seus edificis respectius, allotjant l'escola de Sant Antoni i la Mare de Déu del Rocío.
Després d'aquest ús l'Ajuntament considerà oportú instal·lar-hi algun dels seus serveis, ja que l'edifici consistorial quedà petit. S'hi instal·là l'AMSVH, amb les reformes pertinents, instal·lant un ascensor i remodelant la part interna i externa de l'edifici, així com la recuperació de les arcades de la planta baixa, així des del 2001 s'hi troba l'Arxiu i el Servei Local de Català.

## Serveis
L'Arxiu disposa d'una sala de consulta on es poden trobar els documents de referència del poble i l'inventari. A més disposa d'un equip humà que facilita l'accés a la informació dipositada en els magatzems dins del mateix edifici. Facilita no solament l'accés a la informació dels estudiosos, sinó també als escolars en les visites escolars i en l'atenció d'aquests assessorant-los en la realització de treballs de recerca o crèdits de síntesi.
La documentació dipositada també està subjecta al tractament per part del mateix arxiu amb l'organització d'exposicions, publicacions i jornades. Centra la seva atenció també amb l'assessorament a l'Administració municipal sobre la classificació i ordenació dels seus arxius, com també als particulars amb l'assessorament necessari i amb la captació de fons privats d'interès general ja sigui d'originals o còpies consultables i accessibles.